# Veix
Veix (en occitano Vés) es una comuna francesa situada en el departamento de Corrèze, en la región de Nueva Aquitania.

## Demografía
| 186 | 1941 | 146 | 110 | 80 | 72 | 71 | 70 |
| Para los censos de 1962 a 1999 la población legal corresponde a la población sin duplicidades (Fuente: INSEE [Consultar]) |      |     |     |    |    |    |    |